# Сердюков Олександр Сергійович
Олекса́ндр Сергі́йович Сердюко́в (14 серпня 2000, Київ, Україна — 20 березня 2024, Тоненьке, Покровський район, Донецька область, Україна) — український військовик, учасник російсько-української війни.

## Життєпис
Народився 14 серпня 2000 року в Солом'янському районі міста Київ. У 2018 році вступив на філософський факультет Київського національного університету імені Тараса Шевченка за спеціальністю «Політологія», завершивши навчання у 2022 році і здобувши освітній рівень бакалавра. 
Мав активну громадську позицію, учасник багатьох мітингів та протестів, зокрема «Ні Портнову в КНУ!».
Притримувався націоналістичних, правих поглядів. Учасник культурної спілки «Авангард» і азовського руху. Постійний учасник лекторію «Пломінь» в Козацькому Домі. Займався різними видами спорту, зокрема боксом. Часто ходив у походи Україною, в Карпатські гори, цікавився військовою підготовкою, вдосконалював власні навички у складі підрозділу «Авангард».
У перші дні повномасштабного вторгнення Росії в Україну долучився до лав Збройних сил України. Мав звання головного сержанта роти.
Брав участь в битві за Київ та битві за Донбас. Загинув 20 березня 2024 року під час виконання бойового завдання в Донецькій області в стрілецькому бою під час штурму біля села Тоненьке у віці 23 років. Від 20 березня вважається зниклим безвісти через неможливість евакуювати загиблого. Загін Сердюкова потрапив у засідку, зустрів ворожий штурм та пробивався до дружніх сил. Під час бою зазнав поранення, при спробі надати допомогу пораненому військовикові з іншої бригади дістав друге, смертельне поранення.

## Нагороди
- Медаль «Захиснику України» (наказ Міністра оборони України № 1675 від 26 грудня 2023).
- Нагрудний знак «Ветеран війни».

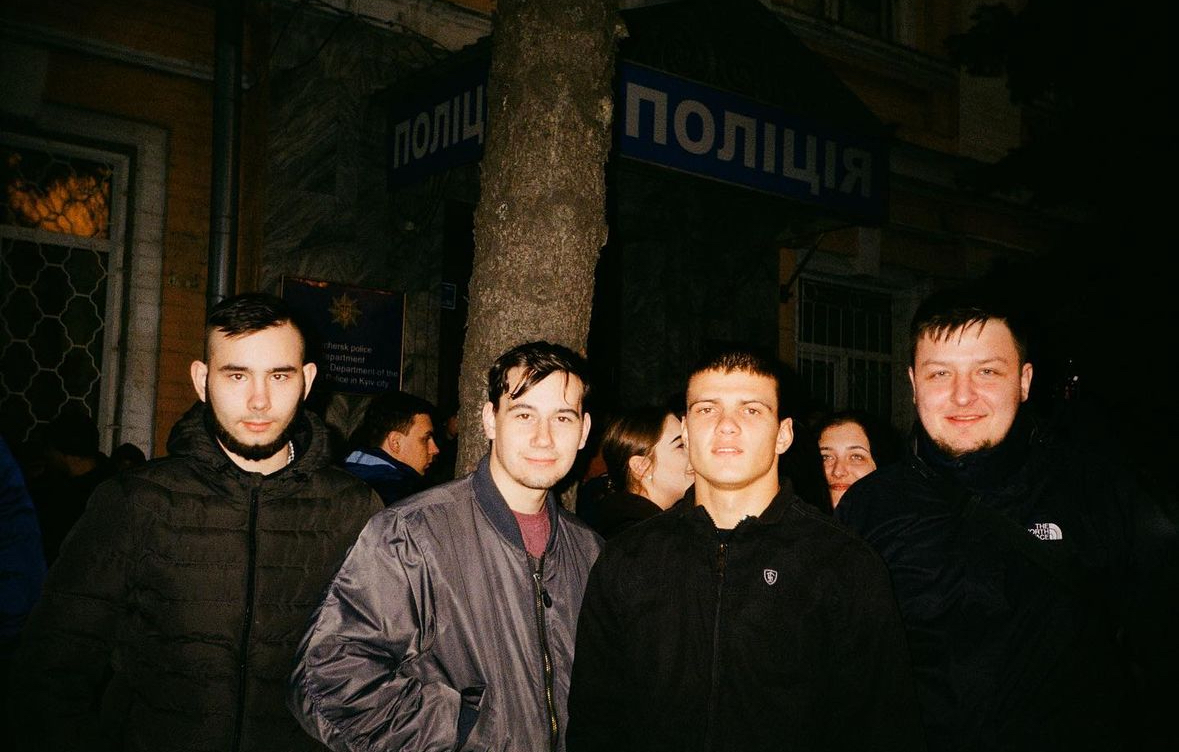
Олександр Сердюков з друзями на протесті
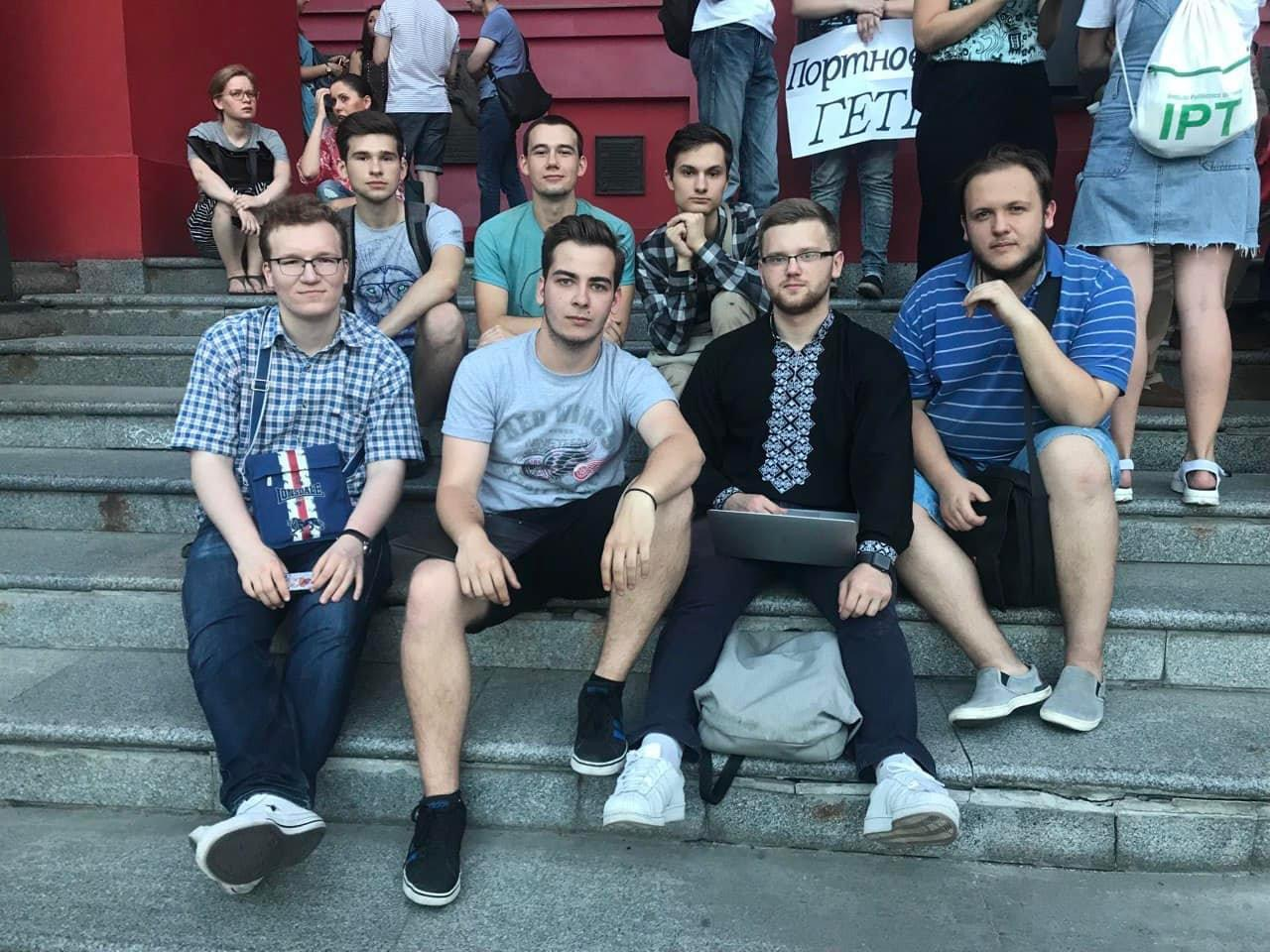
Олександр Сердюков з друзями на протесті «Ні Портнову в КНУ!»
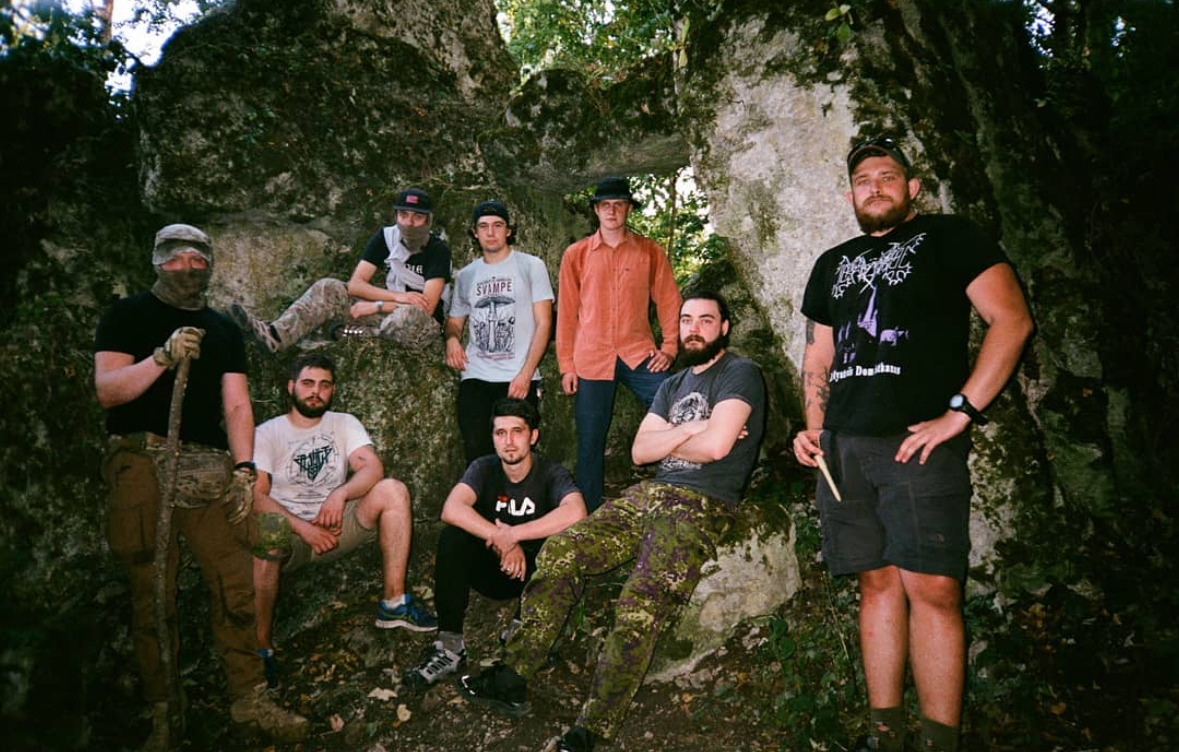
Олександр Сердюков під час походу в Карпатах
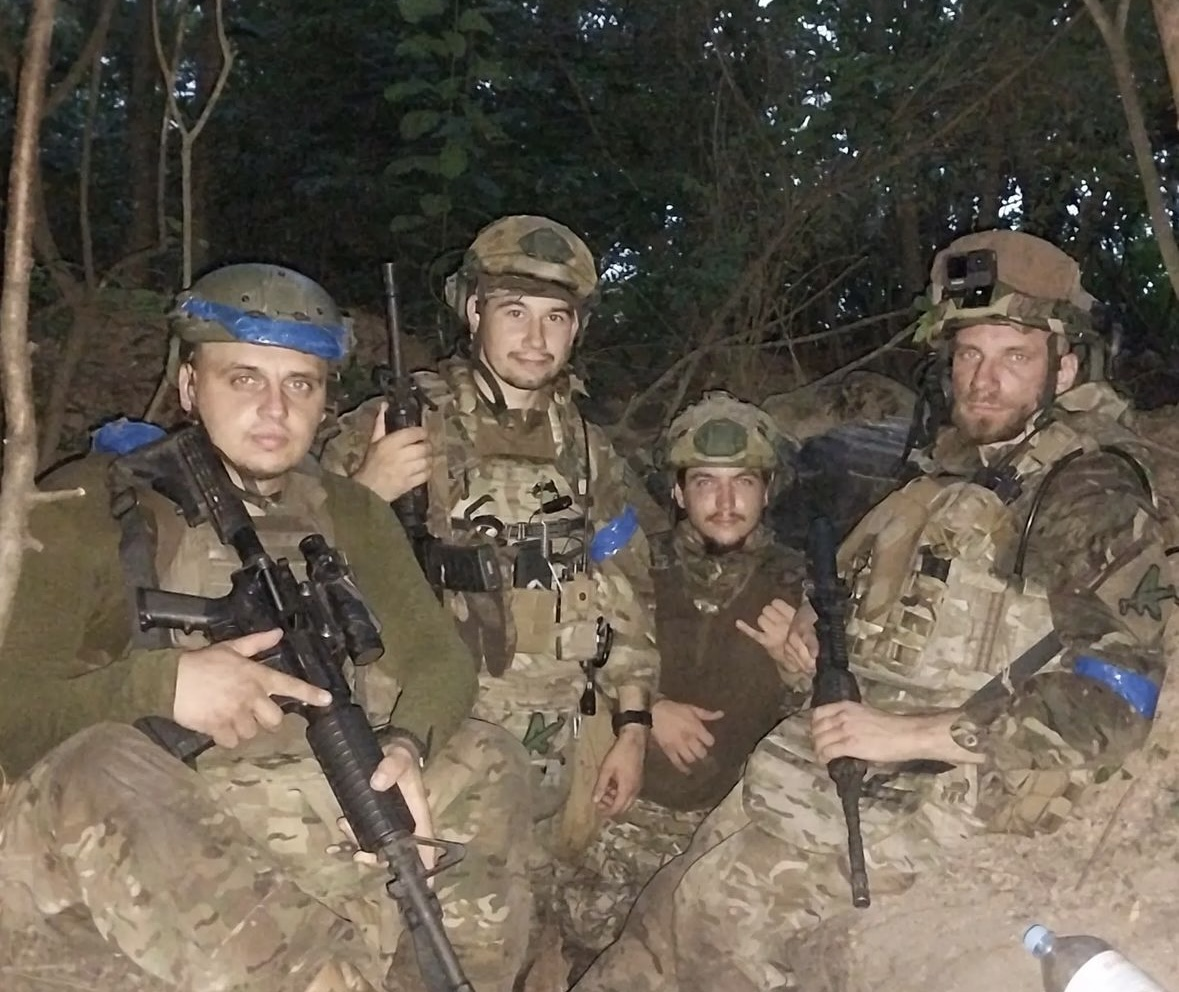
Олександр Сердюков та бійці чоти «Авангард (АКС)» під час виконання бойового завдання на Донеччині
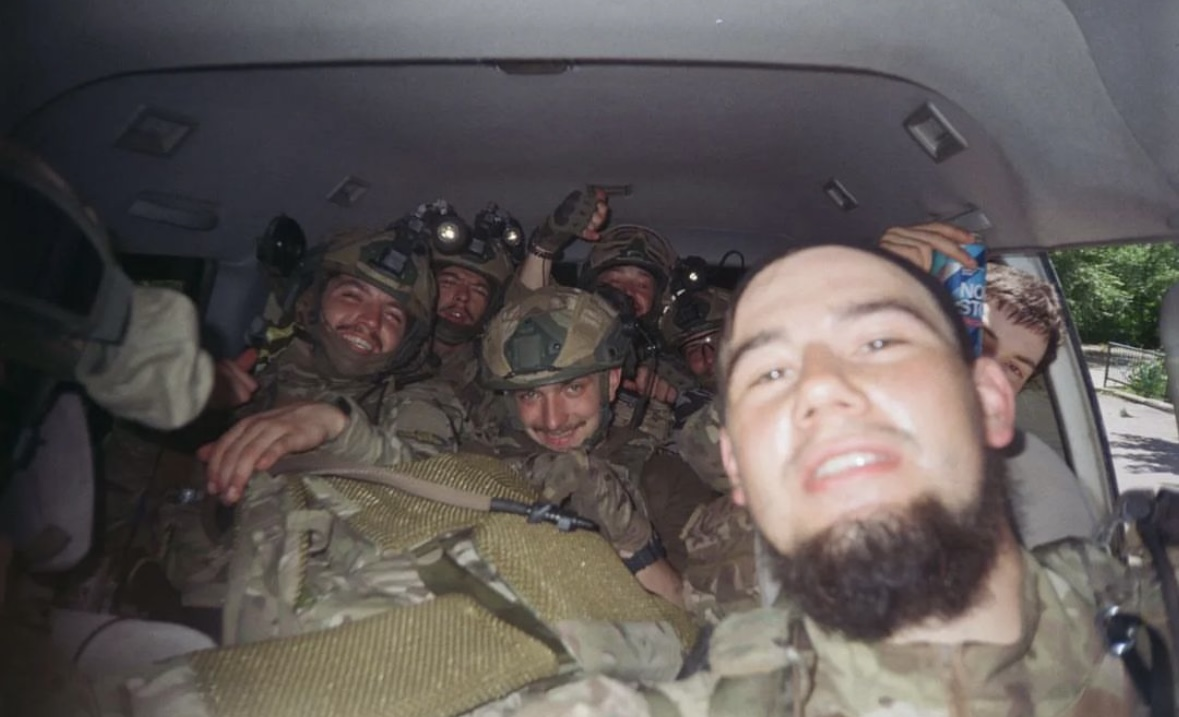
Олександр Сердюков з побратимами